# Titan (Anthologiereihe)
Titan ist eine 23 Bände umfassende Reihe von Science-Fiction-Taschenbuchanthologien, herausgegeben von Wolfgang Jeschke, jeweils gemeinsam mit Frederik Pohl (Bd. 1–5), Robert Silverberg (Bd. 6, 7, 9, 15), Ben Bova (Bd. 8, 10–14, 16), Ronald M. Hahn (Bd. 17) sowie Brian W. Aldiss (Bd. 18–23). Sie erschien von 1979 bis 1985 im Wilhelm Heyne Verlag als Sub-Reihe von Heyne Science-fiction & Fantasy. Es handelt sich – bis auf Band 17, eine Originalzusammenstellung sehr früher SF-Kurzgeschichten aus den 1920er-Jahren – um Übersetzungen aus fünf verschiedenen englischsprachigen Kurzgeschichtensammlungen bzw. -reihen.

## Ausgaben

### Titan 1 – 1976
Auswahl aus den Bänden 1 und 2 (beide 1953) der Anthologienreihe Star Science Fiction Stories. Erschienen bei Ballantine Books in den USA, herausgegeben von Frederik Pohl.
Übersetzt von Yoma Cap – Heyne Science-fiction & Fantasy #3487 – ISBN 3-453-30357-1.
| Deutscher Titel           | Originaltitels        | Jahr | Autor              |
| ------------------------- | --------------------- | ---- | ------------------ |
| Titan (Einleitung)        |                       | 1976 | Wolfgang Jeschke   |
| Vorwort                   | Editor’s Note         | 1953 | Frederik Pohl      |
| Der Landarzt              | Country Doctor        | 1953 | William Morrison   |
| Domino                    | Dominoes              | 1953 | Cyril M. Kornbluth |
| Ideale                    | Idealist              | 1953 | Lester del Rey     |
| Liebeskummer              | The Night He Cried    | 1953 | Fritz Leiber       |
| Das Chronoklasma          | Chronoclasm           | 1953 | John Wyndham       |
| Therapie                  | A Pound of Cure       | 1953 | Lester del Rey     |
| ZII                       | F Y I                 | 1953 | James Blish        |
| Das glücklichste Geschöpf | The Happiest Creature | 1953 | Jack Williamson    |
| Die Reuigen               | The Remorseful        | 1953 | Cyril M. Kornbluth |
| Ein Freund der Familie    | Friend of the Family  | 1953 | Richard Wilson     |

### Titan 2 – 1976
Auswahl aus den Bänden 3 (1955) und 4 (1958) der Anthologienreihe Star Science Fiction Stories. Erschienen bei Ballantine Books in den USA, herausgegeben von Frederik Pohl.
Übersetzt von Yoma Cap – Heyne Science-fiction & Fantasy #3507 – ISBN 3-453-30397-0 [falsch].
| Deutscher Titel                    | Originaltitels               | Jahr | Autor              |
| ---------------------------------- | ---------------------------- | ---- | ------------------ |
| Hirten der Tiefe                   | The Deep Range               | 1955 | Arthur C. Clarke   |
| Fremdling                          | Alien                        | 1955 | Lester del Rey     |
| Gibt es noch mehr von Ihrer Sorte? | Any More at Home Like You?   | 1955 | Chad Oliver        |
| Advent auf Kanal Zwölf             | The Advent on Channel Twelve | 1958 | Cyril M. Kornbluth |
| Der Teufel auf der Segensklippe    | The Devil on Salvation Bluff | 1955 | Jack Vance         |
| Raum-Zeit-Sprünge                  | Space-Time for Springers     | 1958 | Fritz Leiber       |
| Foster, du bist tot                | Foster, You’re Dead          | 1955 | Philip K. Dick     |
| Entwicklungshilfe                  | Helping Hand                 | 1958 | Lester del Rey     |
| Konsumartikel                      | Guinevere for Everybody      | 1955 | Jack Williamson    |

### Titan 3 – 1976
Auswahl aus den Bänden 1 (1953), 2 (1953) und 4 (1958) der Anthologienreihe Star Science Fiction Stories. Erschienen bei Ballantine Books in den USA, herausgegeben von Frederik Pohl. Übersetzt von Yoma Cap (4–6) und Walter Brumm (1–3, 7) – Heyne Science-fiction & Fantasy #3520 – ISBN 3-453-30386-5.
| Deutscher Titel                  | Originaltitels                | Jahr | Autor                       |
| -------------------------------- | ----------------------------- | ---- | --------------------------- |
| Eine abenteuerliche Vermutung    | A Wild Surmise                | 1953 | Henry Kuttner & C. L. Moore |
| Die Auswanderer                  | So Proudly We Hail            | 1953 | Judith Merril               |
| Junior                           | Nobody Here But…              | 1953 | Isaac Asimov                |
| Die neun Milliarden Namen Gottes | The Nine Billion Names of God | 1953 | Arthur C. Clarke            |
| Die Unsterblichen                | The Immortals                 | 1958 | James E. Gunn               |
| Der neue Job                     | Man Working                   | 1958 | Richard Wilson              |
| Die Nummer mit dem Verschwinden  | Disappearing Act              | 1953 | Alfred Bester               |

### Titan 4 – 1977
Auswahl aus den Bänden 2 (1953), 3 (1955), 4 (1958) und 5 (1959) der Anthologienreihe Star Science Fiction Stories. Erschienen bei Ballantine Books in den USA, herausgegeben von Frederik Pohl. Übersetzt von Walter Brumm (1, 2) und Horst Pukallus (3–7) – Heyne Science-fiction & Fantasy #3533 – ISBN 3-453-30426-8.
| Deutscher Titel                | Originaltitels            | Jahr | Autor                 |
| ------------------------------ | ------------------------- | ---- | --------------------- |
| Die integrierten Menschen      | The Congruent People      | 1953 | Algirdas Jonas Budrys |
| Der kritische Faktor           | Critical Factor           | 1953 | Hal Clement           |
| Schöner Leben                  | It’s a Good Life          | 1953 | Jerome Bixby          |
| Ein so herrlicher Tag          | It’s Such a Beautiful Day | 1955 | Isaac Asimov          |
| Tyrell der Erlöser             | A Cross of Centuries      | 1958 | Henry Kuttner         |
| Einer muss der Dumme sein      | Idiot Stick               | 1958 | Damon Knight          |
| Kolonist Wingert in der Klemme | Company Store             | 1959 | Robert Silverberg     |

### Titan 5 – 1977
Auswahl aus den Bänden 5 und 6 (beide 1959) der Anthologienreihe Star Science Fiction Stories, sowie aus Star Short Novels (1954). Erschienen bei Ballantine Books in den USA, herausgegeben von Frederik Pohl. Übersetzt von Horst Pukallus (1, 2, 6), Walter Brumm (3) und Joachim Pente (4, 5, 7) – Heyne Science-fiction & Fantasy #3546 – ISBN 3-453-30440-3.
| Deutscher Titel                      | Originaltitel              | Jahr | Autor              |
| ------------------------------------ | -------------------------- | ---- | ------------------ |
| Der Kulissenschieber                 | The Scene Shifter          | 1959 | Arthur Sellings    |
| Abstieg                              | Star Descending            | 1959 | Algis Budrys       |
| …denn ich bin ein eifersüchtig Volk! | For I Am a Jealous People! | 1954 | Lester del Rey     |
| Der Schutzengel                      | The Dreamsman              | 1959 | Gordon R. Dickson  |
| Der heilige Gral                     | The Holy Grail             | 1959 | Tom Purdom         |
| Ein haarsträubendes Abenteuer        | Hair-Raising Adventure     | 1959 | Rosel George Brown |
| Angerhelm                            | Angerhelm                  | 1959 | Cordwainer Smith   |

### Titan 6 – 1977
Auswahl aus Band 1 (1970) der Anthologienreihe The Science Fiction Hall of Fame. Erschienen bei Doubleday in den USA, herausgegeben von Robert Silverberg.
Übersetzt von Yoma Cap – Heyne Science-fiction & Fantasy #3558 – ISBN 3-453-30452-7.
| Deutscher Titel           | Originaltitel       | Jahr | Autor                                             |
| ------------------------- | ------------------- | ---- | ------------------------------------------------- |
| Eine Mars-Odyssee         | A Martian Odyssey   | 1934 | Stanley G. Weinbaum                               |
| Abenddämmerung            | Twilight            | 1934 | John W. Campbell (ursprünglich als Don A. Stuart) |
| Helena                    | Helen O’Loy         | 1938 | Lester del Rey                                    |
| Die Straßen müssen rollen | The Roads Must Roll | 1940 | Robert A. Heinlein                                |

### Titan 7 – 1978
Auswahl aus Band 1 (1970) der Anthologienreihe The Science Fiction Hall of Fame. Erschienen bei Doubleday in den USA, herausgegeben von Robert Silverberg.
Übersetzt von Joachim Pente (1, 2) und Bernd W. Holzrichter (3) – Heyne Science-fiction & Fantasy #3579 – ISBN 3-453-30474-8.
| Deutscher Titel    | Originaltitel   | Jahr | Autor                 |
| ------------------ | --------------- | ---- | --------------------- |
| Der kleine Gott    | Microcosmic God | 1941 | Theodore Sturgeon     |
| Einbruch der Nacht | Nightfall       | 1941 | Isaac Asimov          |
| Der Waffenladen    | The Weapon Shop | 1942 | Alfred Elton van Vogt |

### Titan 8 – 1978
Auswahl aus Band 2A (1973) der Anthologienreihe The Science Fiction Hall of Fame. Erschienen bei Doubleday in den USA, herausgegeben von Ben Bova.
Übersetzt von Uwe Anton – Heyne Science-fiction & Fantasy #3597 – ISBN 3-453-30504-3.
| Deutscher Titel                   | Originaltitel             | Jahr | Autor                                             |
| --------------------------------- | ------------------------- | ---- | ------------------------------------------------- |
| Wer da?                           | Who Goes There?           | 1938 | John W. Campbell (ursprünglich als Don A. Stuart) |
| Nenn mich Joe                     | Call Me Joe               | 1957 | Poul Anderson                                     |
| Die Ballade der verlorenen K’mell | The Ballad of Lost C’mell | 1962 | Cordwainer Smith                                  |

### Titan 9 – 1978
Auswahl aus Band 1 (1970) der Anthologienreihe The Science Fiction Hall of Fame. Erschienen bei Doubleday in den USA, herausgegeben von Robert Silverberg.
Übersetzt von Bernd W. Holzrichter (1, 2), Ulrich Kiesow (3) und Ronald M. Hahn (4) – Heyne Science-fiction & Fantasy #3614 – ISBN 3-453-30522-1.
| Deutscher Titel               | Originaltitel            | Jahr | Autor                                              |
| ----------------------------- | ------------------------ | ---- | -------------------------------------------------- |
| Gar elump war der Pluckerwank | Mimsy Were the Borogoves | 1943 | Lewis Padgett (Henry Kuttner & Catherine L. Moore) |
| Zuflucht                      | Huddling Place           | 1944 | Clifford D. Simak                                  |
| Arena                         | Arena                    | 1944 | Frederic Brown                                     |
| Erstkontakt                   | First Contact            | 1945 | Murray Leinster                                    |

### Titan 10 – 1979
Auswahl aus Band 2A (1973) der Anthologienreihe The Science Fiction Hall of Fame. Erschienen bei Doubleday in den USA, herausgegeben von Ben Bova.
Übersetzt von Uwe Anton – Heyne Science-fiction & Fantasy #3633 – ISBN 3-453-30545-0.
| Deutscher Titel        | Originaltitel       | Jahr | Autor              |
| ---------------------- | ------------------- | ---- | ------------------ |
| Nerven                 | Nerves              | 1942 | Lester del Rey     |
| Das Universum          | Universe            | 1941 | Robert A. Heinlein |
| Der Marsch der Idioten | The Marching Morons | 1951 | Cyril M. Kornbluth |

### Titan 11 – 1979
Auswahl aus Band 2A (1973) der Anthologienreihe The Science Fiction Hall of Fame. Erschienen bei Doubleday in den USA, herausgegeben von Ben Bova.
Übersetzt von Uwe Anton – Heyne Science-fiction & Fantasy #3651 – ISBN 3-453-30564-7.
| Deutscher Titel             | Originaltitel             | Jahr | Autor                                                       |
| --------------------------- | ------------------------- | ---- | ----------------------------------------------------------- |
| Traubenlese                 | Vintage Season            | 1946 | Henry Kuttner & C. L. Moore (urspr. als Lawrence O’Donnell) |
| …dann war’n sie alle futsch | …And Then There Were None | 1951 | Eric Frank Russell                                          |
| Baby ist drei               | Baby Is Three             | 1952 | Theodore Sturgeon                                           |

### Titan 12 – 1979
Auswahl aus den Bänden 2A und 2B (beide 1973) der Anthologienreihe The Science Fiction Hall of Fame. Erschienen bei Doubleday in den USA, herausgegeben von Ben Bova.
Übersetzt von Uwe Anton (1, 3) und Heinz Nagel (2) – Heyne Science-fiction & Fantasy #3669 – ISBN 3-453-30586-8.
| Deutscher Titel      | Originaltitel      | Jahr | Autor             |
| -------------------- | ------------------ | ---- | ----------------- |
| Die Humanoiden       | With Folded Hands… | 1947 | Jack Williamson   |
| Auf marsianische Art | The Martian Way    | 1952 | Isaac Asimov      |
| Ein großer Vorgarten | The Big Front Yard | 1958 | Clifford D. Simak |

### Titan 13 – 1980
Auswahl aus Band 2B (1973) der Anthologienreihe The Science Fiction Hall of Fame. Erschienen bei Doubleday in den USA, herausgegeben von Ben Bova.
Übersetzt von Heinz Nagel – Heyne Science-fiction & Fantasy #3691 – ISBN 3-453-30611-2.
| Deutscher Titel      | Originaltitel       | Jahr | Autor        |
| -------------------- | ------------------- | ---- | ------------ |
| Überall ist die Erde | Earthman, Come Home | 1953 | James Blish  |
| Die Bewährung        | Rogue Moon          | 1960 | Algis Budrys |

### Titan 14 – 1980
Auswahl aus Band 2B (1973) der Anthologienreihe The Science Fiction Hall of Fame. Erschienen bei Doubleday in den USA, herausgegeben von Ben Bova.
Übersetzt von Heinz Nagel – Heyne Science-fiction & Fantasy #3734 – ISBN 3-453-30637-6.
| Deutscher Titel             | Originaltitel         | Jahr | Autor             |
| --------------------------- | --------------------- | ---- | ----------------- |
| Die Hexen von Karres        | The Witches of Karres | 1949 | James H. Schmitz  |
| Die Midas-Seuche            | The Midas Plague      | 1954 | Frederik Pohl     |
| Der Generalinspekteur kommt | The Specter General   | 1952 | Theodore Cogswell |

### Titan 15 – 1981
Auswahl aus Band 1 (1970) der Anthologienreihe The Science Fiction Hall of Fame. Erschienen bei Doubleday in den USA, herausgegeben von Robert Silverberg.
Übersetzt von Franziska Zinn (1–4) und Heinz Nagel (5) – Heyne Science-fiction & Fantasy #3787 – 3-453-30688-0.
| Deutscher Titel                                                             | Originaltitel           | Jahr | Autor            |
| --------------------------------------------------------------------------- | ----------------------- | ---- | ---------------- |
| Nur eine Mutter                                                             | That Only a Mother      | 1948 | Judith Merril    |
| Checker sind passé                                                          | Scanners Live in Vain   | 1950 | Cordwainer Smith |
| Maskenball                                                                  | Coming Attraction       | 1950 | Fritz Leiber     |
| Die unerbittlichen Gesetze (im Inhaltsverz. als: Die unsterblichen Gesetze) | The Cold Equations      | 1954 | Tom Godwin       |
| Dem Prediger die Rose                                                       | A Rose for Ecclesiastes | 1963 | Roger Zelazny    |

### Titan 16 – 1981
Auswahl aus Band 2B (1973) der Anthologienreihe The Science Fiction Hall of Fame. Erschienen bei Doubleday in den USA, herausgegeben von Ben Bova.
Übersetzt von Heinz Nagel – Heyne Science-fiction & Fantasy #3827 – ISBN 3-453-30729-1.
| Deutscher Titel | Originaltitel | Jahr | Autor            |
| --------------- | ------------- | ---- | ---------------- |
| Das Zeitkino    | E for Effort  | 1947 | T. L. Sherred    |
| Verborgen       | In Hiding     | 1948 | Wilmar H. Shiras |
| Die Mondmotte   | The Moon Moth | 1961 | Jack Vance       |

### Titan 17 – 1981
Originalanthologie, herausgegeben von Ronald M. Hahn und Wolfgang Jeschke. Enthält sieben Illustrationen von John Stewart. Übersetzt von Ronald M. Hahn (1, 2), Michael Görden (3),
Uwe Anton (4), Wolfgang E. Hohlbein & Dieter Winkler (5), Hannelore Hoffmann (6), Marcel Bieger (7), Sylvia Pukallus (8) – Heyne Science-fiction & Fantasy #3847 – ISBN 3-453-30776-3.
| Deutscher Titel                         | Originaltitel              | Jahr | Autor                 |
| --------------------------------------- | -------------------------- | ---- | --------------------- |
| Der verrückte Planet                    | The Mad Planet             | 1920 | Murray Leinster       |
| Vorstoß in den Mikrokosmos              | Out of the Sub-Universe    | 1928 | R. F. Starzl          |
| Vierdimensionaler Bankraub              | Four Dimensional Robberies | 1928 | Bob Olsen             |
| Die Gaspflanze                          | The Gas-Weed               | 1929 | Stanton A. Coblentz   |
| Das Buch der Welten                     | The Book of Worlds         | 1929 | Miles J. Breuer       |
| Der fliegende Narr                      | The Flying Fool            | 1929 | David H. Keller, M.D. |
| Die Herrenameisen                       | The Master Ants            | 1928 | Francis Flagg         |
| Unzulänglichkeit                        | Futility                   | 1929 | Captain S. P. Meek    |
| Biographische Anmerkungen (Sachartikel) |                            | 1981 | Ronald M. Hahn        |

### Titan 18 – 1982
Deutsche Ausgabe des ersten Teils, Aufstieg und Glanz, von Band 1 (1976) der Anthologienreihe Galactic Empires. Erschienen bei Weidenfeld & Nicolson in Großbritannien,
herausgegeben von Brian W. Aldiss. Übersetzt von Heinz Nagel – Heyne Science-fiction & Fantasy #3920 – ISBN 3-453-30846-8.
| Deutscher Titel                        | Originaltitels           | Jahr | Autor                           |
| -------------------------------------- | ------------------------ | ---- | ------------------------------- |
| Einleitung                             | Introduction             | 1976 | Brian W. Aldiss                 |
| Teil eins: Ein Gefühl für Perspektiven |                          |      |                                 |
| Ein Gefühl für Perspektiven (Essay)    | A Sense of Perspective   | 1976 | Brian W. Aldiss                 |
| Eine Sekunde der Ewigkeit              | Been a Long, Long Time   | 1970 | R. A. Lafferty                  |
| Die Besessenen                         | The Possessed            | 1953 | Arthur C. Clarke                |
| Tierschutz                             | Protected Species        | 1951 | H. B. Fyfe                      |
| Da Capo                                | All the Way Back         | 1952 | Michael Shaara                  |
| Teil zwei: Weiter und immer weiter     |                          |      |                                 |
| Weiter und immer weiter (Essay)        | ‚Wider Still and Wider…‘ | 1976 | Brian W. Aldiss                 |
| Der Sternenplünderer                   | The Star Plunderer       | 1952 | Poul Anderson                   |
| Die Stiftung                           | Foundation               | 1942 | Isaac Asimov                    |
| Wir sind zivilisiert!                  | We’re Civilized!         | 1953 | Mark Clifton & Alex Apostolides |

### Titan 19 – 1983
Deutsche Ausgabe des zweiten Teils, Reife und Niedergang, von Band 1 (1976) der Anthologienreihe Galactic Empires. Erschienen bei Weidenfeld & Nicolson in Großbritannien, herausgegeben von Brian W. Aldiss. Übersetzt von Heinz Nagel – Heyne Science-fiction & Fantasy #3949 – ISBN 3-453-30879-4.
| Deutscher Titel                                     | Originaltitel                               | Jahr | Autor                            |
| --------------------------------------------------- | ------------------------------------------- | ---- | -------------------------------- |
| Einleitung                                          | Introduction                                | 1976 | Brian W. Aldiss                  |
| Teil eins: Bringt die Pferde an Bord!               |                                             |      |                                  |
| Bringt die Pferde an Bord! (Essay)                  | Horses in the Starship Hold                 | 1976 | Brian W. Aldiss                  |
| Das Verbrechen und der Ruhm des Kommandanten Suzdal | The Crime and the Glory of Commander Suzdal | 1964 | Cordwainer Smith                 |
| Der Rebell von Walkür                               | The Rebel of Valkyr                         | 1950 | Alfred Coppel                    |
| Sternenstaub fällt vom Himmel                       | Brightness Falls from the Air               | 1951 | Idris Seabright                  |
| Der Einwanderer                                     | Immigrant                                   | 1954 | Clifford D. Simak                |
| Teil zwei: Der himmlische Gesundheitsdienst         |                                             |      |                                  |
| Der himmlische Gesundheitsdienst (Essay)            | The Health Service in the Skies             | 1976 | Brian W. Aldiss                  |
| Leibarzt                                            | Resident Physician                          | 1961 | James White                      |
| Pensionsalter                                       | Age of Retirement                           | 1954 | Hal Lynch                        |
| Pflanzzeit                                          | Planting Time                               | 1975 | Pete Adams & Charles Nightingale |

### Titan 20 – 1983
Deutsche Ausgabe des ersten Teils, Zivilisation, von Band 2 (1976) der Anthologienreihe Galactic Empires. Erschienen bei Weidenfeld & Nicolson in Großbritannien,
herausgegeben von Brian W. Aldiss. Übersetzt von Heinz Nagel – Heyne Science-fiction & Fantasy #3991 – ISBN 3-453-30926-X.
| Deutscher Titel                                       | Originaltitel                            | Jahr | Autor             |
| ----------------------------------------------------- | ---------------------------------------- | ---- | ----------------- |
| Einleitung                                            | Introduction                             | 1976 | Brian W. Aldiss   |
| Teil eins: Man kann niemanden mit Gewalt zivilisieren |                                          |      |                   |
| Man kann niemanden mit Gewalt zivilisieren (Essay)    | „You Can’t Impose Civilization by Force“ | 1976 | Brian W. Aldiss   |
| Flucht ins Chaos                                      | Escape to Chaos                          | 1951 | John D. MacDonald |
| Versteck                                              | Concealment                              | 1943 | A. E. van Vogt    |
| Die Lehrer                                            | To Civilize                              | 1954 | Algis Budrys      |
| Pieps                                                 | Beep                                     | 1954 | James Blish       |
| Teil zwei: Die Kehrseite der Medaille                 |                                          |      |                   |
| Die Kehrseite der Medaille (Essay)                    | The Other End of the Stick               | 1976 | Brian W. Aldiss   |
| Verkauft                                              | Down the River                           | 1950 | Mack Reynolds     |
| Der Prämienjäger                                      | The Bounty Hunter                        | 1958 | Avram Davidson    |
| Aufgeschoben                                          | Not Yet the End                          | 1941 | Fredric Brown     |

### Titan 21 – 1983
Deutsche Ausgabe des zweiten Teils, Fall und freier Fall, von Band 2 (1976) der Anthologienreihe Galactic Empires. Erschienen bei Weidenfeld & Nicolson in Großbritannien,
herausgegeben von Brian W. Aldiss. Übersetzt von Heinz Nagel – Heyne Science-fiction & Fantasy #4036 – ISBN 3-453-30977-4.
| Deutscher Titel                             | Originaltitel                       | Jahr | Autor           |
| ------------------------------------------- | ----------------------------------- | ---- | --------------- |
| Einleitung                                  | Introduction                        | 1976 | Brian W. Aldiss |
| Teil eins: Alle Dinge sind zyklisch         |                                     |      |                 |
| Alle Dinge sind zyklisch (Essay)            | All Things Are Cyclic               | 1976 | Brian W. Aldiss |
| Heut nacht erheben sich die Sterne!         | Tonight the Stars Revolt!           | 1952 | Gardner F. Fox  |
| Begegnung am Ende                           | Final Encounter                     | 1964 | Harry Harrison  |
| Teil zwei: Große Ahnen und große Nachfahren |                                     |      |                 |
| Große Ahnen und große Nachfahren (Essay)    | Big Ancestors and Descendants       | 1976 | Brian W. Aldiss |
| Herr über tausend Sonnen                    | Lord of a Thousand Suns             | 1951 | Poul Anderson   |
| Der große Vorfahr                           | Big Ancestor                        | 1954 | F. L. Wallace   |
| Die Störenfriede                            | The Interlopers                     | 1954 | Roger Dee       |
| Epilog (Auszug aus Der Sternenmacher)       | Epilogue (excerpt from Star Makers) | 1937 | Olaf Stapledon  |

### Titan 22 – 1984
Deutsche Ausgabe der Teile eins bis drei der Anthologie Evil Earths (1975). Erschienen bei Weidenfeld & Nicolson in Großbritannien, herausgegeben von Brian W. Aldiss.
Übersetzt von Heinz Nagel – Heyne Science-fiction & Fantasy #4118 – ISBN 3-453-31078-0.
| Deutscher Titel                                                        | Originaltitel                                       | Jahr | Autor                          |
| ---------------------------------------------------------------------- | --------------------------------------------------- | ---- | ------------------------------ |
| Einleitung                                                             | Introduction                                        | 1975 | Brian W. Aldiss                |
| Teil eins: »Was ist unrecht? Was ist recht? Jedenfalls sind wir hier…« |                                                     |      |                                |
| »Was ist unrecht? Was ist recht? Jedenfalls sind wir hier…« (Essay)    | „What Is Wrong? What Is Right? Anyway, We’re Here…“ | 1975 | Brian W. Aldiss                |
| Das letzte Wort                                                        | The Last Word                                       | 1955 | Chad Oliver & Charles Beaumont |
| Film des Todes                                                         | Film of Death                                       | 1948 | John Scott Campbell            |
| Die Wunde                                                              | The Wound                                           | 1970 | Howard Fast                    |
| Teil zwei: Drei grüne Grashalme                                        |                                                     |      |                                |
| Drei grüne Grashalme (Essay)                                           | Three Green Blades of Grass                         | 1975 | Brian W. Aldiss                |
| Der goldene Mann                                                       | The Golden Man                                      | 1954 | Philip K. Dick                 |
| Gastexperte                                                            | Guest Expert                                        | 1951 | Allen K. Lang                  |
| Das Tal                                                                | The Valley                                          | 1954 | Richard Stockham               |
| Teil drei: Sie waren finster und hatten Augen wie Golems               |                                                     |      |                                |
| Sie waren finster und hatten Augen wie Golems (Essay)                  | Dark They Were and Golem-Eyed                       | 1975 | Brian W. Aldiss                |
| Drunten bei den Toten                                                  | Down Among the Dead Men                             | 1954 | William Tenn                   |
| Bei den haarigen Erdenmenschen                                         | Among the Hairy Earthmen                            | 1966 | R. A. Lafferty                 |
| Später als Sie glauben                                                 | Later Than You Think                                | 1950 | Fritz Leiber                   |

### Titan 23 – 1985
Deutsche Ausgabe der Teile vier und fünf der Anthologie Evil Earths (1975). Erschienen bei Weidenfeld & Nicolson in Großbritannien, herausgegeben von Brian W. Aldiss.
Übersetzt von Heinz Nagel – Heyne Science-fiction & Fantasy #4171 – ISBN 3-453-31133-7.
| Deutscher Titel                          | Originaltitel                       | Jahr | Autor                       |
| ---------------------------------------- | ----------------------------------- | ---- | --------------------------- |
| Teil vier: Gestern, morgen und die Wüste |                                     |      |                             |
| Gestern, morgen und die Wüste (Essay)    | Yesterday, Tomorrow, and the Desert | 1975 | Brian W. Aldiss (ungenannt) |
| Die Zeitfalle                            | The Time Trap                       | 1938 | Henry Kuttner               |
| Teil fünf: Der Nacht entgegen            |                                     |      |                             |
| Der Nacht entgegen (Essay)               | Towards the Fall of Night           | 1975 | Brian W. Aldiss (ungenannt) |
| Die Menschen kehren zurück               | The Men Return                      | 1957 | Jack Vance                  |
| Die Häresien des Riesigen Gottes         | Heresies of the Huge God            | 1966 | Brian W. Aldiss             |
| »Wenn ich dich je vergesse, Erde…«       | „If I Forget Thee, Oh Earth…“       | 1951 | Arthur C. Clarke            |
| Nacht                                    | Night                               | 1935 | John W. Campbell            |